# Zonitis natala
Zonitis natala là một loài bọ cánh cứng trong họ Meloidae. Loài này được Beauregard miêu tả khoa học năm 1890.